# Al-Mutasim al-Kaddafi
Al-Mutasim Billah al-Kaddafi (arab. المعتصم بالله القذافي; ur. 18 grudnia 1974 w Trypolisie, zm. 20 października 2011 w Misracie) – libijski żołnierz, Minister Bezpieczeństwa Narodowego Libii w latach 2008-2011, piąty syn Mu’ammara al-Kaddafiego.

## Życiorys
Podejrzewany o przygotowywanie zamachu stanu, został skazany na wygnanie do Egiptu. W 2007 powrócił do Libii. W 2009 Al-Mutasim zajął miejsce przy boku ojca. Obaj wówczas spotkali się z amerykańską sekretarz stanu Hillary Clinton. W 2008 został Ministrem Bezpieczeństwa Narodowego a w 2010 szefem Narodowej Rady Bezpieczeństwa. Został opisany przez amerykańskich dyplomatów jako niezbyt przezorny w wydawaniu raportów nt. bezpieczeństwa kraju.
Podczas wojny domowej walczył pod Bengazi oraz Misratą. Następnie dowodził obroną Syrty, gdzie został 20 października 2011 ranny i pojmany. Jeszcze tego samego dnia wywieziono go do Misraty, gdzie dokonano jego egzekucji. Następnie wystawiono jego ciało oraz ojca Mu’ammara al-Kaddafiego zabitego w Syrcie, na widok publiczny.
| Fathijja Nuri Chalid | Fathijja Nuri Chalid | Fathijja Nuri Chalid | Fathijja Nuri Chalid | Fathijja Nuri Chalid | Fathijja Nuri Chalid |          |          | Mu’ammar al-Kaddafi | Mu’ammar al-Kaddafi | Mu’ammar al-Kaddafi | Mu’ammar al-Kaddafi | Mu’ammar al-Kaddafi | Mu’ammar al-Kaddafi |               |               | Safijja Farkasz | Safijja Farkasz | Safijja Farkasz | Safijja Farkasz | Safijja Farkasz | Safijja Farkasz |           |           |           |           |  |  |            |            |            |            |            |            |  |  |         |         |         |         |         |         |  |  |        |        |        |        |        |        |  |  |              |              |              |              |              |              |  |  |        |        |        |        |        |        |  |  |  |  |  |  |
| Fathijja Nuri Chalid | Fathijja Nuri Chalid | Fathijja Nuri Chalid | Fathijja Nuri Chalid | Fathijja Nuri Chalid | Fathijja Nuri Chalid |          |          | Mu’ammar al-Kaddafi | Mu’ammar al-Kaddafi | Mu’ammar al-Kaddafi | Mu’ammar al-Kaddafi | Mu’ammar al-Kaddafi | Mu’ammar al-Kaddafi |               |               | Safijja Farkasz | Safijja Farkasz | Safijja Farkasz | Safijja Farkasz | Safijja Farkasz | Safijja Farkasz |           |           |           |           |  |  |            |            |            |            |            |            |  |  |         |         |         |         |         |         |  |  |        |        |        |        |        |        |  |  |              |              |              |              |              |              |  |  |        |        |        |        |        |        |  |  |  |  |  |  |
|                      |                      |                      |                      |                      |                      |          |          |                     |                     |                     |                     |                     |                     |               |               |                 |                 |                 |                 |                 |                 |           |           |           |           |  |  |            |            |            |            |            |            |  |  |         |         |         |         |         |         |  |  |        |        |        |        |        |        |  |  |              |              |              |              |              |              |  |  |        |        |        |        |        |        |  |  |  |  |  |  |
|                      |                      |                      |                      |                      |                      |          |          |                     |                     |                     |                     |                     |                     |               |               |                 |                 |                 |                 |                 |                 |           |           |           |           |  |  |            |            |            |            |            |            |  |  |         |         |         |         |         |         |  |  |        |        |        |        |        |        |  |  |              |              |              |              |              |              |  |  |        |        |        |        |        |        |  |  |  |  |  |  |
|                      |                      |                      |                      | Muhammad             | Muhammad             | Muhammad | Muhammad | Muhammad            | Muhammad            |                     |                     | Sajf al-Islam       | Sajf al-Islam       | Sajf al-Islam | Sajf al-Islam | Sajf al-Islam   | Sajf al-Islam   |                 |                 | As-Sa’adi       | As-Sa’adi       | As-Sa’adi | As-Sa’adi | As-Sa’adi | As-Sa’adi |  |  | Al-Mutasim | Al-Mutasim | Al-Mutasim | Al-Mutasim | Al-Mutasim | Al-Mutasim |  |  | Hanibal | Hanibal | Hanibal | Hanibal | Hanibal | Hanibal |  |  | A’isza | A’isza | A’isza | A’isza | A’isza | A’isza |  |  | Sajf al-Arab | Sajf al-Arab | Sajf al-Arab | Sajf al-Arab | Sajf al-Arab | Sajf al-Arab |  |  | Chamis | Chamis | Chamis | Chamis | Chamis | Chamis |  |  |  |  |  |  |